# Alfeizerão (vila)
Alfeizerão é uma vila histórica portuguesa que é a sede da homónima Freguesia de Alfeizerão, integrada esta no Município de Alcobaça.
A povoação de Alfeizerão foi reelevada à categoria de vila pela Lei nº100/91 de 16 de Agosto de 1991.
A vila é muito conhecida pelo seu famoso pão-de-ló, autêntico ex libris da terra, que o jornal Ecos do Alcoa designava, em 1932, por pão-de-ló da tia Amália.

## Paleontologia
O fóssil de um ovo, atribuído a um Dacentrurus, foi encontrado em Alfeizerão pelo geólogo Paul Choffat em 1908.

## História
Acredita-se que a sua fundação possa remontar à época da Invasão muçulmana da península Ibérica ou até mesmo aos galo-celtas.
No final da Primeira Dinastia portuguesa, Alfeizerão recebeu do Abade do Mosteiro de Alcobaça, D. João Martins, foral aos "21 dias de Outubro da era de 1370 anos", ou seja, em 1332. O foral foi renovado em 1422 pelo então Abade D. Fernando Quental, e mais tarde, no reinado de Manuel I de Portugal, foi concedido o chamado Foral Novo, em 1514.
Foi sede de concelho, constituído pelo território da freguesia actual, acrescido de alguns lugares hoje pertencentes à freguesia de Famalicão.
Com a reforma administrativa de meados do século XIX, o concelho foi extinto e a freguesia anexada ao de São Martinho do Porto, entretanto também suprimido. Passou então para o concelho de Alcobaça, depois brevemente para o de Caldas da Rainha e de novo para o de Alcobaça no qual se integra desde o início do século XX.

## Economia
As suas principais actividades económicas são a fruticultura, a agro-pecuária, a produção de lacticínios, betão, cerâmica e a actividade metalomecânica.

## Património
- Igreja Paroquial de Alfeizerão
- Pelourinho de Alfeizerão
- Vestígios das muralhas do antigo Castelo de Alfeizerão

## Organizações
- Casa do Povo
- Centro Social e Paroquial
- AMIALFA - Associação dos Amigos de Alfeizerão

## Orago
A vila de Alfeizerão é sede da Paróquia de Alfeizerão que tem por orago São João Baptista.

## Especialidades gastronómicas
- Pão de ló de Alfeizerão

## Festividades
Realizam-se na vila as festas de Santo Amaro, de 14 a 17 de Janeiro, e de Nossa Senhora do Rosário, no primeiro fim-de-semana de Setembro.